# تايلر ستون (كرة سلة)
تايلر ستون (بالإنجليزية: Tyler Stone)‏ مواليد 8 سبتمبر 1991 في ممفيس، هو لاعب كرة سلة أمريكي. بدأ مسيرته الاحترافية في سنة 2014. يلعب مع شيبا جيتز في دوري كرة السلة الياباني للمحترفين. يحمل الرقم 33. يبلغ طوله 6 قدم 8 بوصة (2.0 م). لعب كرة السلة الجامعية في جامعة ميسوري. لعب مع بشكتاش لكرة السلة وشيبا جيتز.

## روابط خارجية
- تايلر ستون على موقع الدوري الأوروبي لكرة السلة (الإنجليزية)
- تايلر ستون على موقع كرة السلة الأوروبية.كوم (الإنجليزية)
- تايلر ستون على موقع DraftExpress.com (الإنجليزية)
- تايلر ستون على موقع كلية كرة السلة في سبورتس رفرنس.كوم (الإنجليزية)
- تايلر ستون على موقع ريلجم (الإنجليزية)
- تايلر ستون على موقع بروبوليرز (الإنجليزية)
- تايلر ستون على موقع سبورتس رفرنس (الإنجليزية)